# Ravadinovo
Ravadinovo (bulgariska: Равадиново) är ett distrikt i Bulgarien.   Det ligger i kommunen Obsjtina Sozopol och regionen Burgas, i den östra delen av landet, 400 km öster om huvudstaden Sofia.